# Agustí Ballester Ribes
Agustí Ballester Ribes (Reus 24 de gener de 1929 - Castellcir 15 de desembre de 2021) va ser un pintor català.
Era fill d'Agustí Ballester Santjoan, barber, de la Selva del Camp, i de Mercè Ribes Ferré, de Castellvell del Camp. Va iniciar els estudis artístics a l'Escola d'Art del Centre de Lectura, que dirigia el pintor Pere Calderó.
L'any 1956 es va casar amb la també pintora Aurora Gassó, amb la que va tenir cinc fills. Agustí Ballester va participar en l'Exposició de Primavera organitzada per l'Ajuntament de Barcelona i l'any 1964 va guanyar el concurs de cartells de la Fira de Mostres de Barcelona. El matrimoni es va dedicar, just després de casar-se, al disseny per a teixits amb molt d'èxit, i es van dedicar a aquest tipus d'art fins a la jubilació. Els originals dels dissenys tèxtils que van fer foren dipositats a la Col·lecció tèxtil Antoni de Montpalau.
Va començar pintant paisatges i natures mortes, i va participar en diverses exposicions col·lectives i al Saló d'Artistes Locals que cada any organitzava l'ajuntament de Reus i on es concedia la «Medalla Fortuny». Amb les seves obres va obtenir guardons en un concurs provincial celebrat a Flix i en una exposició organitzada per la Diputació de Tarragona. Cap al final de la dècada dels anys 50 va inciar el seu camí definitiu vers l'informalisme evolucionant des del seu estil paisatgístic vers la pintura abstracta informalista, buscant noves formes d'expressió, on utilitzava materials reciclats, pedres, elements metàl·lics i tèxtils en disposicions geomètriques, i incisions i talls a la tela. El crític Josep Corredor-Matheos va escriure que "construeix el seu món amb evocacions directes del real utilitzant pedres i altres elements de collage, ordenats geomètricament, i que el color ¿blancs, vermells, torrats, verds, grisos¿ s'integra harmònicament amb puncions, raspadures i talls que alteren la superfície".